# Episodi di The Bob Newhart Show (sesta stagione)
La sesta stagione della serie televisiva The Bob Newhart Show è stata trasmessa in anteprima negli Stati Uniti d'America dalla CBS tra il 24 settembre 1977 e il 1º aprile 1978.
| nº | Titolo originale               | Titolo italiano | Prima TV USA      | Prima TV Italia |
| -- | ------------------------------ | --------------- | ----------------- | --------------- |
| 1  | Bob's Change of Life           |                 | 24 settembre 1977 |                 |
| 2  | Ex-Con Job                     |                 | 1º ottobre 1977   |                 |
| 3  | A Jackie Story                 |                 | 8 ottobre 1977    |                 |
| 4  | Who Was That Masked Man?       |                 | 15 ottobre 1977   |                 |
| 5  | Carlin's New Suit              |                 | 22 ottobre 1977   |                 |
| 6  | A Day in the Life              |                 | 29 ottobre 1977   |                 |
| 7  | My Son the Comedian            |                 | 12 novembre 1977  |                 |
| 8  | You're Fired, Mr. Chips        |                 | 19 novembre 1977  |                 |
| 9  | Shallow Throat                 |                 | 26 novembre 1977  |                 |
| 10 | A Girl in Her Twenties         |                 | 3 dicembre 1977   |                 |
| 11 | Grand Delusion                 |                 | 17 dicembre 1977  |                 |
| 12 | 'Twas the Pie Before Christmas |                 | 24 dicembre 1977  |                 |
| 13 | Freudian Ship                  |                 | 7 gennaio 1978    |                 |
| 14 | Grizzly Emily                  |                 | 14 gennaio 1978   |                 |
| 15 | Son of an Ex-Con Job           |                 | 21 gennaio 1978   |                 |
| 16 | Group on a Hot Tin Roof        |                 | 28 gennaio 1978   |                 |
| 17 | Emily Carlin, Emily Carlin     |                 | 4 febbraio 1978   |                 |
| 18 | Easy for You to Say            |                 | 11 febbraio 1978  |                 |
| 19 | It Didn't Happen One Night     |                 | 18 febbraio 1978  |                 |
| 20 | Carol Ankles for Indie-Prod    |                 | 4 marzo 1978      |                 |
| 21 | Crisis in Education            |                 | 11 marzo 1978     |                 |
| 22 | Happy Trails to You            |                 | 1º aprile 1978    |                 |